# 奇雷斯區
奇雷斯區（西班牙語：Chires），是哥斯達黎加的一個區，位於該國中部聖何塞省，海拔高度327米，該區設有國家公園，2011年人口3,079，根據2011年人口普查有1,138戶家庭。